# سيدو ديارا
سيدو ديارا (23 نوفمبر 1933 - 19 يوليو 2020) سياسي من ساحل العاج، شغل منصب رئيس الوزراء في عام 2000 ومرة أخرى من عام 2003 إلى عام 2005.

## الحياة والوظيفة
ولد ديارا في 23 نوفمبر 1933 في كاتيولا. قبل انضمامه إلى الحكومة كان سفيراً لدى المجموعة الاقتصادية الأوروبية والبرازيل وكان رئيس غرفة التجارة والصناعة في ساحل العاج. بعد الانقلاب العسكري في ديسمبر 1999 تم تعيينه وزيرا للدولة للتخطيط والتنمية والتعاون الحكومي في 4 يناير 2000، في ظل الرئيس الانتقالي روبرت غوي. وكان فيما بعد رئيسًا للوزراء من مايو 2000 إلى أكتوبر 2000.
تم تعيينه مرة أخرى كرئيس للوزراء في فبراير 2003 كجزء من صفقة لإنهاء الحرب الأهلية 2002-2003، لأنه كان يُنظر إليه على نطاق واسع على أنه شخصية محايدة. لكن العديد من مؤيدي الرئيس لوران جباجبو اتهموه بعدم اتخاذ موقف قوي ضد المتمردين، على الرغم من فشلهم في نزع سلاحهم في أكتوبر 2004، وطالبوا باستقالته.
في 5 ديسمبر 2005 أعلن وسطاء الاتحاد الأفريقي أنه سيتم استبدال ديارا بتشارلز كونان باني اعتبارًا من 7 ديسمبر.

## الوفاة
توفي ديارا في أبيدجان في 19 يوليو 2020، عن عمر يناهز 86 عامًا.